# 小島×狩野×エスパー3P
『小島×狩野×エスパー3P』（こじまかのエスパースリーピース）は東映ビデオが制作し、TOKYO MXで放送されていたバラエティ番組。また、番組放送と同時刻にYouTubeでも配信されていた。小島よしお、狩野英孝、エスパー伊東の首都圏地上波テレビ初冠番組であった。後番組は、大久保佳代子、鳥居みゆき、浜田ブリトニーによる「大久保×鳥居×ブリトニー3P」。

## 概説
小島、狩野、エスパーの3人が毎回スタッフから提示される課題に挑戦するドキュメント・バラエティ番組である。
狩野と小島は流行した時期が近く、これ以前も以降もたびたび共演しており、同じ時代を生き抜いた盟友である事を語っているが、地上波のレギュラー番組を2人で務めたことはこの時のみである。

## 出演者
- 小島よしお
- 狩野英孝
- エスパー伊東

## 放送内容
| 回数   | 放送日        | 企画名                                        | ゲスト                                               |
| ------ | ------------- | --------------------------------------------- | ---------------------------------------------------- |
| 第1回  | 2010年4月3日  | 板橋のカリスマ!?エスパー伝説を検証            | いちご姫、 いちごダンサーズ                          |
| 第2回  | 2010年4月10日 | ストリップで裸芸を学べ!!                      | アキラ                                               |
| 第3回  | 2010年4月17日 | 輝け!ドMリアクション大賞                      |                                                      |
| 第4回  | 2010年4月24日 | 霊能者になろう!                               | 愛川ゆず季                                           |
| 第5回  | 2010年5月1日  | 霊能者になろう!                               | 愛川ゆず季                                           |
| 第6回  | 2010年5月8日  | SMの世界でM精神を学べ!                        | 三又又三                                             |
| 第7回  | 2010年5月15日 | 究極の素人芸!ヲタ芸を学ぶ!                    | 桜井聖良                                             |
| 第8回  | 2010年5月22日 | 突撃!隣の野球拳                               |                                                      |
| 第9回  | 2010年5月29日 | 衝撃!エスパー降板の危機                       | 山田ルイ53世、鳩山来留夫、ベルセルク三好、冷蔵庫マン |
| 第10回 | 2010年6月5日  | 「湘南ぶらり旅」しかし謎の集団襲来!           | 沓名環希、テル、ベルセルク三好                       |
| 第11回 | 2010年6月12日 | 独身生活よ!さようなら「エスパー初めての婚活」 | みつまJAPAN、寺田体育の日、ゾマホン、ベルセルク三好  |
| 第12回 | 2010年6月19日 | 4年に一度の祭典!「2丁目ワールドカップ」       | みつまJAPAN'、ベルセルク三好、β                      |
| 第13回 | 2010年6月26日 | ハンターから逃げ切れ!「浣腸中」               | へらちょんぺ、カジ、ベルセルク三好                   |

## スタッフ
- 企画：加藤和夫
- ナレーター：早見淳平
- 構成：小高弘嗣、つじまるみ
- リサーチ：加藤槙也
- 技術：COLOR TEC
- 音響効果：FREEDOM OF ZACK
- VTR編集：OMNIBUS JAPAN
- MA：OMNIBUS JAPAN
- スチール：コイケタカ
- 宣伝：大川裕一
- AP（アシスタントプロデューサー）：山浦徹吾
- 演出：富岡健一
- プロデューサー：佐藤現、坂井美継
- 宣伝協力：東映エージエンシー
- 制作協力：TOKYO MX
- 製作：東映ビデオ
- 公式サイト製作：株式会社マーベリックス

## 映像ソフト化
- 本編のDVDは2010年8月6日～同年11月21日にかけて発売。全4巻。未公開映像を含むロングバージョンで収録される。

## ネット局と放送時間
| 放送対象地域 | 放送局                                            | 放送時期                       | 放送時間                     | 備考                                                                                               |
| ------------ | ------------------------------------------------- | ------------------------------ | ---------------------------- | -------------------------------------------------------------------------------------------------- |
| 東京都       | 東京メトロポリタンテレビジョン（TOKYO MX） 製作局 | 2010年4月3日 - 2010年6月26日   | 毎週土曜日 22:30 - 23:00     | |
| 福島県       | 福島放送                                          | 2010年10月1日 - 2010年11月12日 | 第1・第2金曜日 25:25 - 25:55 | 第1回から第4回まで、「金曜ナイトセレクション」枠内で放送                                           |
| 北海道       | 北海道テレビ                                      | 2010年10月7日 - 2011年1月6日   | 毎週金曜日 25:35 - 26:11     | 2010年11月18日は休止、第12回は2011年1月6日 24:15 - 24:45、第13回は2011年1月6日 25:20 - 25:50に放送 |
| 日本全域     | MONDO TV                                          | 2011年3月5日 -                 | 毎週土曜日 24:00 - 24:30他   | 隔週で新作を放送する                                                                               |
| 鹿児島県     | 鹿児島放送                                        | 2011年4月7日                   | 毎週木曜日 25:15 - 25:45     | 1度のみ穴埋めとして放送された。                                                                    |